# مورگان د سانتیس
مورگان دِ سانتیس (ایتالیایی: Morgan De Sanctis، زاده ۲۶ مارس ۱۹۷۷) بازیکن فوتبال سابق اهل کشور ایتالیا است.
وی سابقه ۶ بازی ملی برای تیم ملی فوتبال ایتالیا در کارنامه دارد، همچنین پست تخصصی او دروازه‌بان است.

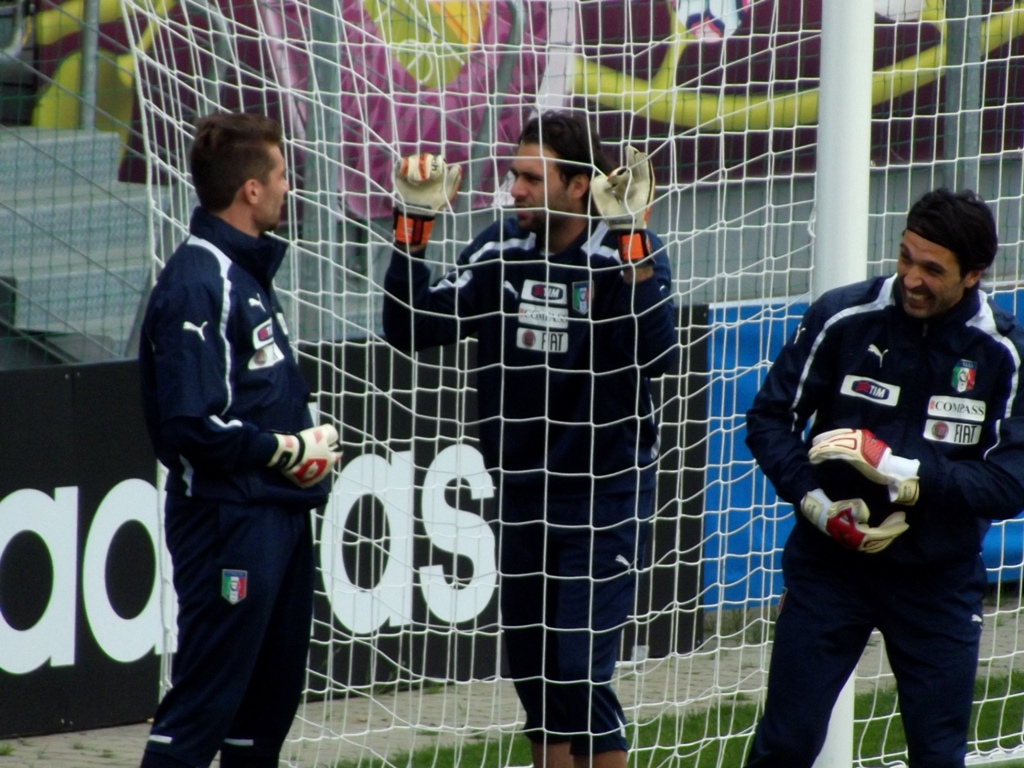
جمعی از دروازه‌بان‌های تیم‌ملی فوتبال کشور ایتالیا، مورگان ده سانتیس، سالواتوره سیریگو و جانلوئیجی بوفون